# Aeroportul Garachiné
Aeroportul Garachiné (IATA: GHE) este un aeroport din Provincia Darién, Panama ce deservește zona Garachiné⁠(d). A fost numit după zona deservită.
Situat la o altitudine de 13 m, aeroportul dispune de o singură pistă.